# Emil Hedsén
Emil Hedsén, född 19 oktober 1991 i Stockholm, är en svensk fotbollsspelare som spelar som anfallare för Erikslunds KF.
Hans farmor Renée Hedsén var syster till sångerskan Alice Babs och dotter till musikern Jean Nilson.

## Karriär
Hedsén började spela fotboll i Erikslund KF i Täby och var klubben trogen till i början av 2010 då han lämnade för IK Frej. Efter två säsonger gick han till Vallentuna BK. Säsongen 2012 spelade klubben i division 4 och då öste Hedsén in 46 mål på 27 matcher. Degerfors IF i Superettan bjöd därefter in Hedsén på provspel och skrev ett treårskontrakt med honom i början av januari 2013. Hedsén fick få chanser i A-laget och blev oftast inbytt i slutet av matcherna. Efter säsongen 2014 kom han överens med Degerfors IF om att bryta kontraktet. 
I januari 2015 blev Hedsén klar för Nyköpings BIS. I juni 2016 gick han till Täby FK. Inför säsongen 2017 återvände Hedsén till Erikslunds KF. Han gjorde 24 mål på 15 matcher i Division 6 2017. Säsongen 2018 spelade Hedsén 16 matcher och gjorde 23 mål i Division 5. Säsongen 2019 gjorde han 24 mål på 21 matcher. Säsongen 2020 gjorde Hedsén fyra mål på fem matcher i Division 4. Följande säsong spelade han endast en match.